# Gypsophila collina
Gypsophila collina är en nejlikväxtart som beskrevs av Nicolas Charles Seringe. Gypsophila collina ingår i släktet slöjor, och familjen nejlikväxter. Inga underarter finns listade i Catalogue of Life.